# Chris Redman
Pour les articles homonymes, voir Redman (homonymie).
(en) Statistiques sur pro-football-reference
Chris James Redman, né le 7 juillet 1977 à Louisville, est un joueur américain de football américain.

## Biographie

### Enfance
Redman étudie à la Male High School de Louisville où il est entraîné par son père, Bob Redman, et remporte le championnat lycéen du Kentucky en 1993,. Le quarterback reçoit le titre de meilleur joueur du pays au niveau lycéen en 1994 par Parade Magazine;

### Carrière

#### Université
En 1994, Redman donne son accord à l'université de Louisville mais un changement d'entraîneur l'incite à changer de faculté, étant notamment annoncé du côté de l'université de l'Oklahoma en 1995. Cependant, il reste à Louisville au terme d'une controverse secouant la NCAA et devient le quarterback parcourant le plus de yards à la passe de l'histoire de Louisville avec 12 541 yards, marquant également quatre-vingt-quatre touchdowns. Redmain remporte le Johnny Unitas Golden Arm Award en 1999, le titre de meilleur joueur offensif de la Conference USA en 1998 et 1999 et une nomination dans l'équipe de la conférence lors de ces mêmes années.

#### Professionnel
Chris Redman est sélectionné au troisième tour de la draft 2000 de la NFL par les Ravens de Baltimore, au soixante-quinzième choix.  Pour ses deux premières années chez les professionnels, il joue très peu mais remporte tout de même le Super Bowl XXXV lors de sa saison de rookie. En 2002, il fait ses grands débuts comme titulaire et débute six matchs avant de repasser remplaçant et de faire une nouvelle saison sur le banc. Blessé à l'épaule, il se rétablit et signe avec les Patriots de la Nouvelle-Angleterre en 2004 mais n'arrive pas à intégrer l'effectif final, perdant contre Tom Brady, et tente sa chance chez les Titans du Tennessee sans plus de succès en 2005.
Annoncé chez les Wranglers d'Austin en Arena Football League, Redman quitte la ligue avant d'avoir joué un match et signe avec les Falcons d'Atlanta en 2007. La méforme de Joey Harrington lui donne du temps de jeu en 2007 mais l'ancien joueur des Ravens reste bloqué dans un rôle de doublure pendant le reste de sa carrière, quittant le circuit professionnel en 2011. 